# ニッコウコウモリ
ニッコウコウモリ（日光蝙蝠、学名：Parasenecio nantaicus）は、キク科コウモリソウ属の多年草。ナンタイコウモリとも呼称される。

## 特徴
根茎は斜上し、または横走する。茎は直立して、高さ50-90cmになる。茎の中部につく葉は草質またはやや革質、葉身は三角形状ほこ形で、長さ7-17cm、幅8-14cmになり、中央裂片と側裂片の先端は尾状に長くとがる。葉柄には翼がなく、基部は茎を半ば抱き、耳は小型で葉鞘は円筒状にはならない。
花期は9月。頭状花序は総状花序につくか単生し、下向きに咲く。すべて両性の筒状花からなり、頭花の花柄は長さ15-30mmになり、花柄の基部に長さ2cmになる線形で大型の苞がある。総苞は筒型で、他種より大型で長さ12-15mm、総苞片は1列で7-9個ある。1頭花は10-15個の小花で構成されている。花冠は長さ7mmになる。果実は長さ7mmになる円柱形の痩果で稜が目立つ。冠毛は白色で長さ5-6mmになる。

## 分布と生育環境
日本固有種。本州の関東地方北部（日光山地、谷川連峰など）に分布し、温帯域の夏緑林の林内や林縁、亜高山帯の灌木林の縁や草原に生育する。
しかし、日光山地ではニホンジカによる食害のために壊滅状態にあるという。また、日光白根山五色沼畔は本種の代表的な産地であったが、前白根山側のダケカンバ林の林縁に群生していたものは、1991年以降はニホンジカの食害で消滅し、今では絶滅状態という。

## 名前の由来
本種は、1912年に Komatsu によって日光の男体山で採集された標本をもとに、Cacalia nantaica Komatsu として、Cacalia属の独立種として発表された経緯がある。1938年、北村四郎はこれを当時、ウラゲヨブスマソウの下位分類 Cacalia hastata L. subsp. orientalis Kitam. var. nantaica (Komatsu) Kitam.として組み替えた。
以上のことから、本種の和名ニッコウコウモリは、「日光蝙蝠」の意であり、種小名（種形容語）nantaicus は、本種の基準産地である「男体山」のこと。別名のナンタイコウモリも同様である。

## 種の保全状況評価
絶滅危惧IA類 (CR)（環境省レッドリスト）
（2017年、環境省）

## ギャラリー

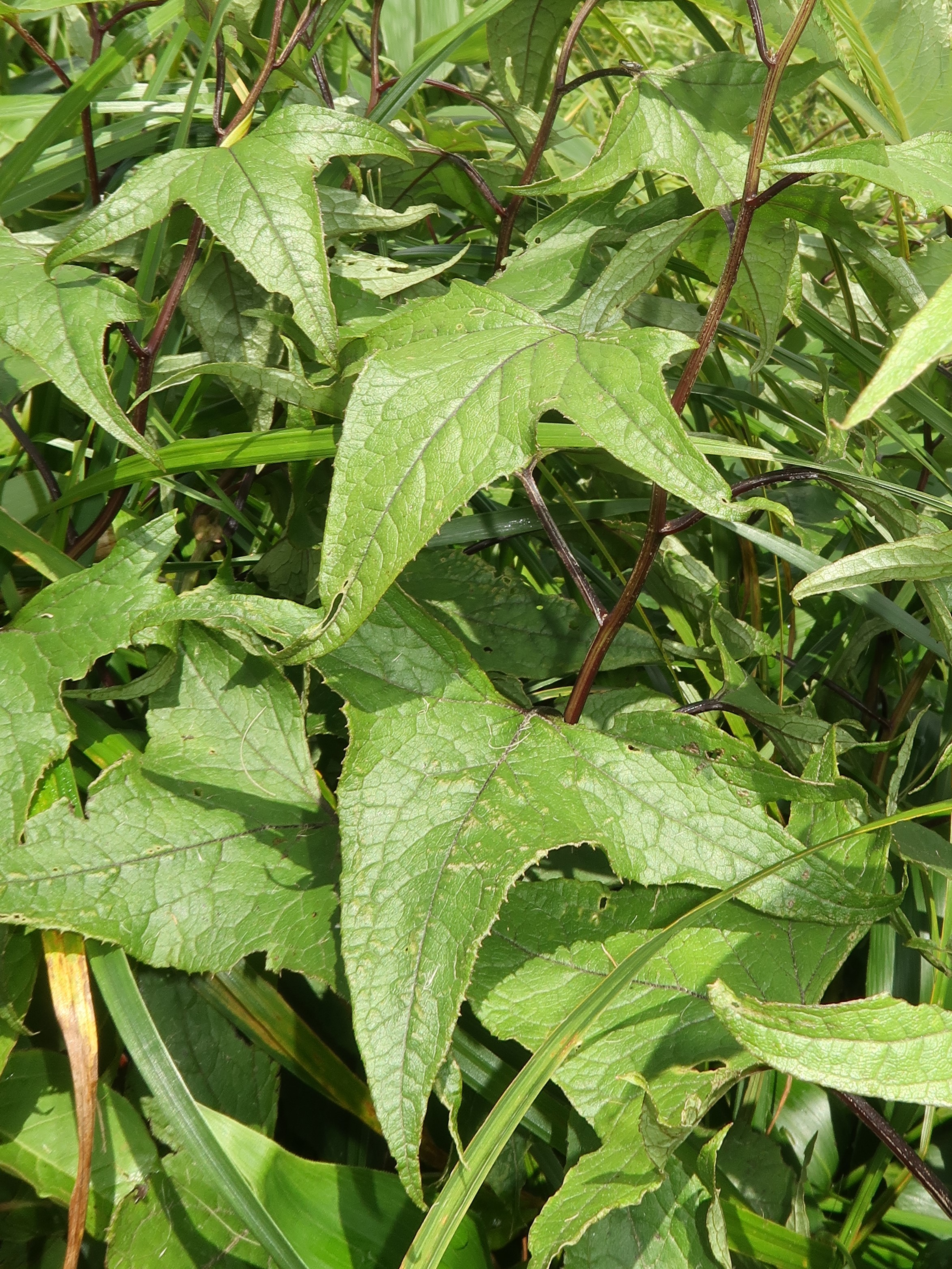
葉は三角形状ほこ形で、裂片の先端は尾状に長くとがる。
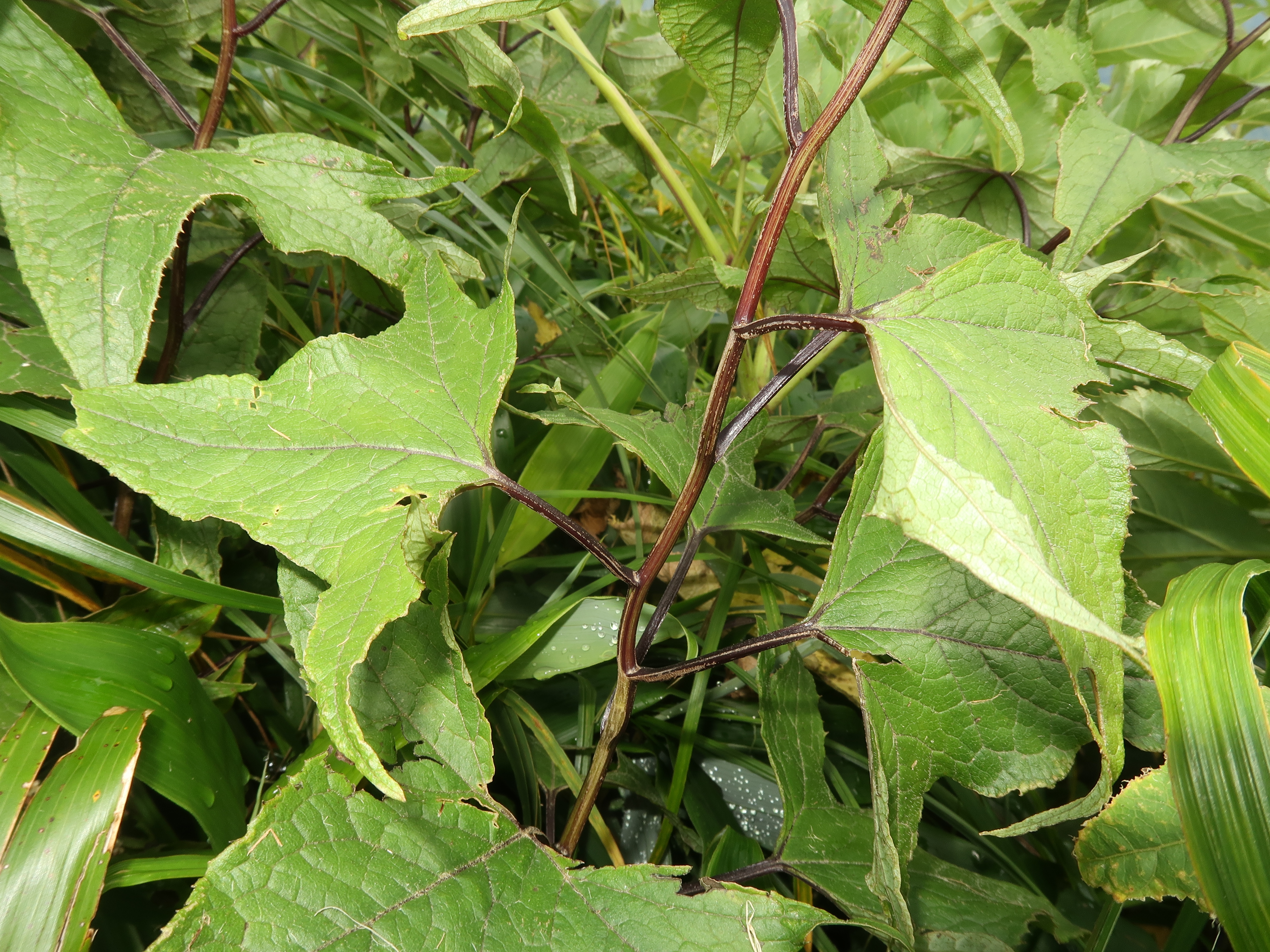
葉柄に翼はなく、基部は茎を半ば抱く。
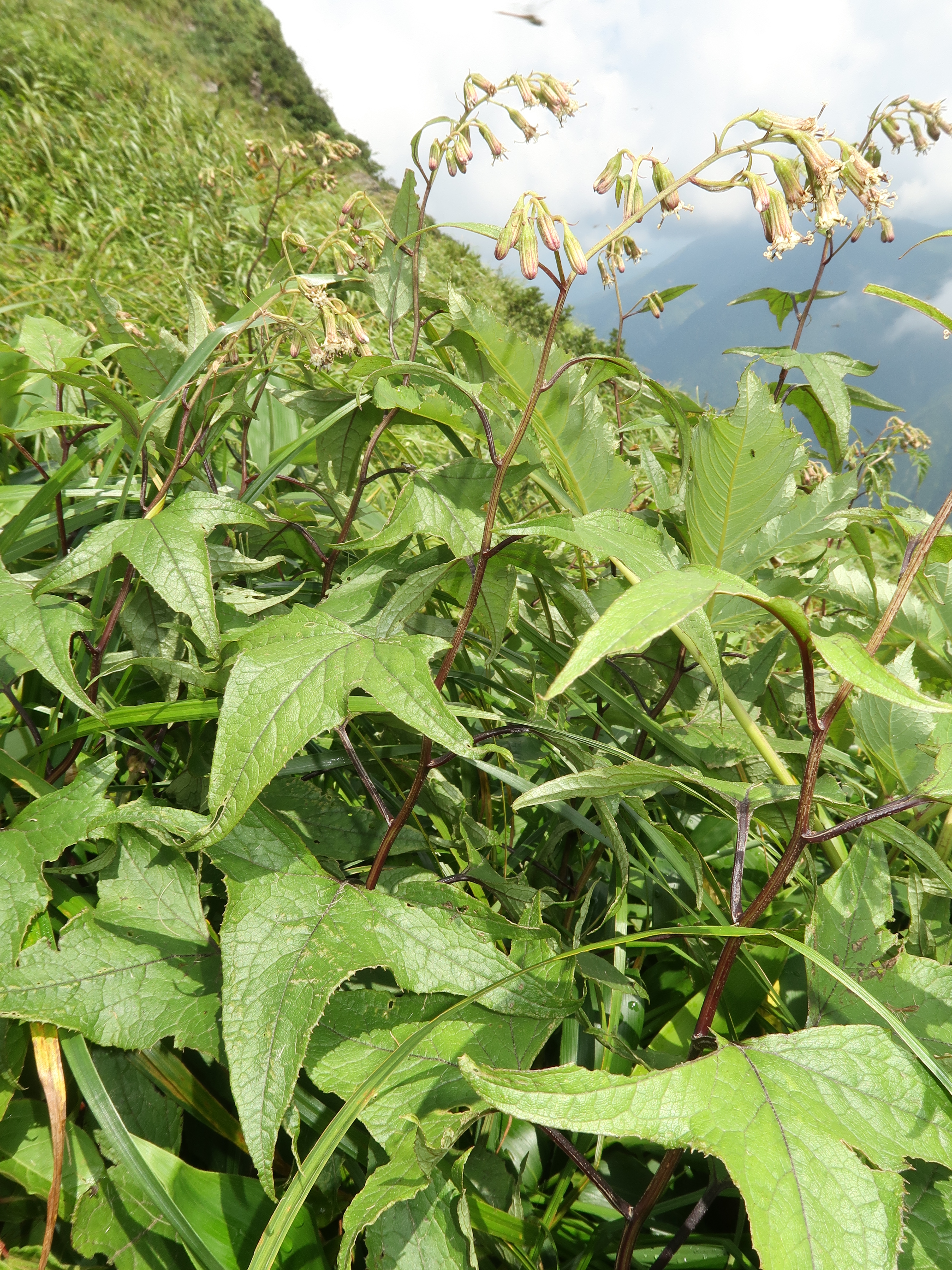
頭花は下向きに咲く。
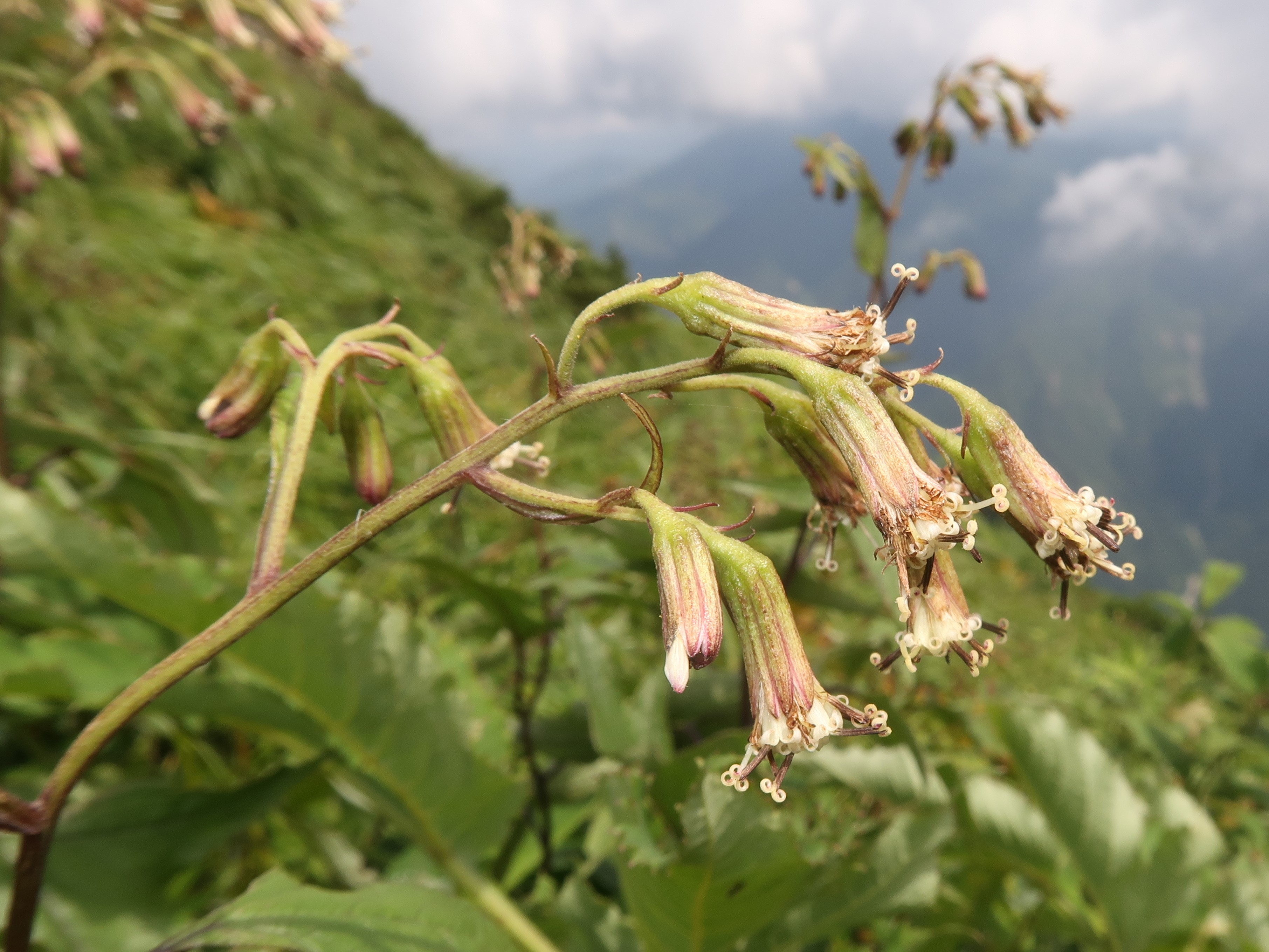
花柄基部に大型の苞がある。